# Худолиевский сельский совет (Семёновский район)
Худолиевский сельский совет (укр. Худоліївська сільська рада) — входит в состав
Семёновского района
Полтавской области
Украины.
Административный центр сельского совета находится в 
с. Худолиевка.

## Населённые пункты совета
- с. Худолиевка